# Belprahon
Belprahon är en ort och kommun i distriktet Jura bernois i kantonen Bern, Schweiz. Kommunen har 260 invånare (2023).